# Tour Nuggets
Tour Nuggets – EP wydany przez amerykański zespół Cake w roku 1996. Została wydana tylko na kasecie w wersji ekskluzywnej w Kanadzie.

## Spis utworów
1. „The Distance” – 3:00
2. „Race Car Ya-Yas” – 1:21
3. „It’s Coming Down” – 3:44
4. „Nugget” – 3:58